# Leopold I., car Svetog Rimskog Carstva
Leopold I. (Beč, 9. lipnja 1640. – Beč, 5. svibnja 1705.), bio je rimsko-njemački car (1657. ili 1658. – 1705.), ugarsko-hrvatski kralj (od 1655. u Ugarskoj i od 1657. u Hrvatskoj do 1705.), češki kralj (1658. – 1705.) iz dinastije Habsburg. Kao Leopold VI. bio je i austrijski nadvojvoda. Vladavina mu je bila obilježena brojnim i dugotrajnim ratovima u kojim su se istaknuli sposobni vojskovođe koji su pretvorili Habsburšku Monarhiju u europsku velesilu. Tijekom svoje vladavine skršio je urotu mađarskih i hrvatskih velikaša protiv kraljevske vlasti i prisilio ih da priznaju nasljedno pravo Habsburgovaca na hrvatsko-ugarsko prijestolje po načelu primogeniture, a istodobno je ukinut članak 31. Zlatne bule iz 1222., koji je plemstvu priznao pravo otpora kralju zbog njegovih nezakonitih čina.

## Životopis
Bio je mlađi sin rimsko-njemačkog cara Ferdinanda III. i španjolske princeze Marije Ane, no kako mu je stariji brat Ferdinand IV., za očeva života okrunjeni hrvatsko-ugarski kralj, umro prije oca, postao je nasljednik svih vladarskih titula i zemalja. 
Dobar dio svoje vladavine proveo je ratujući. Naslijedio je i rat sa Švedskom, koji je okončao 1660. godine. Uslijedio je Prvi turski rat (1663. – 1664.), izazvan razmiricima oko vrhovništva nad Erdeljem. U tom ratu je Austrija imala pomoć Francuske koja je poslala jedan odred konjice, a ugarsku je vojsku vodio proslavljeni pjesnik i ratnik Nikola Zrinski. Iako su početkom rata Osmanlije imale uspjeha te su osvojili i razorili Novi Zrin, u znak osvete za srušeni Sulejmanov most preko Drave, rat je završio pobjedom Montecuccolija kod Svetog Gottharda na rijeci Rabi i za Austriju nepovoljnim mirom u Vašvaru (1664.), koji je postao povodom za Zrinsko-frankopansku urotu (1670. – 1671.), čiji je cilj bio otcjepljenje Hrvatske i Ugarske od Habsburške Monarhije. Poslije propasti velikaške urote i istrebljenja dvije najmoćnije hrvatske velikaške obitelji, Zrinskih i Frankapana, Hrvatska je znatno oslabila.
Po isteku dvadesetogodišnjeg mira dogovorenog u Vašvaru, osmanski sultan Mehmed IV. objavio je Leopoldu rat, čim je 1683. godine započeo je Drugi turski rat (1683. – 1699.). Veliki vezir Kara Mustafa-paša pošao je na čelu velike vojske od 250.000 vojnika na Beč i započeo opsadu grada. Uz pomoć nadvojvode Karla Lotarinškog i poljskog kralja Jana III. Sobjeskog, Turci su 12. rujna 1683. poraženi pod Bečom; te se na taj poraz nadovezao Rat za oslobođenje, koji je završio Mirom u Srijemskim Karlovcima (1699.) i dokrajčio tursku premoć u jugoistočnoj Europi. Tijekom velikog rata doselilo se nekoliko tisuća Srba pod patrijarhom Arsenijem III. Crnojevićem u Ugarsku i u Srijem.
Vlast Leopolda I. je tijekom pobjedonosnog rata ojačala; hrvatski i mađarski staleži priznali su u Požunu 1687. nasljedno pravo Habsburgovaca na hrvatsko-ugarsko prijestolje po načelu primogeniture, a istodobno je ukinut čl. 31. Zlatne bule Andrije II. iz 1222., koji je plemstvu priznao pravo otpora kralju zbog njegovih nezakonitih čina. U ratovima protiv Francuske (1672. – 1679. i 1688. – 1697.) Leopold nije imao uspjeha. Pri kraju života Leopold se zapleo 1701. godine u Rat za španjolsku baštinu protiv Luja XIV.
Leopold I. je Hrvatskom saboru ukinuo pravo da bira kralja, uništio je obitelji Zrinskih i Frankapana, ali je priznao studij filozofije i teologije osnovan u Zagrebu 1669. godine koje se moglo osnivati samo u pokrajini s najvišim rangom u državi i time je priznao da Hrvatska nije pripojena Ugarskoj, što su tvrdili mađarski političari.

## Rodoslovlje

### Preci
Prva generacija

1. Leopold I., njemačko-rimski car (1640. – 1705.)
Druga generacija

2. Ferdinand III., njemačko-rimski car (1608. – 1657.)

3. Infanta Maria Anna od Španjolske (1606. – 1646.)
Treća generacija

4. Ferdinand II., njemačko-rimski car (1578. – 1637.)

5. Princeza Maria Anna od Bavarske (1574. – 1616.)

6. Filip III., kralj Španjolske (1578. – 1621.)

7. Nadvojvotkinja Margaretha od Austrije (1584. – 1611.)
Četvrta generacija

8. Nadvojvoda Karl od Austrije (1540. – 1590.)

9. Princeza Marija od Bavarske (1551. – 1608.)

10. Wilhelm V., vojvoda od Bavarske (1548. – 1626.)

11. Renée od Lotaringije (1544. – 1602.)

12. Filip II., kralj Španjolske (1527. – 1598.)

13. Nadvojvotkinja Anna od Austrije (1549. – 1580.)

14. = 8. (Nadvojvoda Karl od Austrije)

15. = 9. (Princeza Marija od Bavarske)

### Potomci
1. brak (1666.): Infanta Margaretha Maria Theresia od Španjolske (1651. – 1673.), kći Filipa IV., kralja Španjolske i nadvojvotkinje Marije Anne od Austrije
- Nadvojvoda Ferdinand Wenzel (1667. – 1668.)
- Nadvojvotkinja Maria Antonia (1669. – 1692.); suprug Maximilian, izbornik Bavarske (1662. – 1726.)
- Nadvojvoda Johann Leopold (1670. – 1670.)
- Nadvojvotkinja Maria Anna (1672. – 1672.)

2. brak (1673.): Nadvojvotkinja Claudia Felicitas od Austrije (1653. – 1676.), kći nadvojvode Karla od Austrije, grofa od Tirola, i Anne de' Medici
- Nadvojvotkinja Anna Maria Sophia (1674. – 1674.)
- Nadvojvotkinja Maria Josefa (1675. – 1676.)

3. brak (1676.): Pfalz-grofica Eleonora Magdalena od Pfalz-Neuburga (1655. – 1720.), kći Filipa Wilhelma, kneza izbornika Pfalza (Falačke) i Land-grofice Elisabethe Amalie od Hessen-Darmstadta

- Josip I., car Svetog Rimskog Carstva (1678. – 1711.)
- Nadvojvotkinja Christina (1679. – 1679.)
- Nadvojvotkinja Maria Elisabeth (1680. – 1741.)
- Nadvojvoda Leopold Josef (1682. – 1684.)
- Nadvojvotkinja Maria Anna (1683. – 1754.); suprug Joao V., kralj Portugala (1689. – 1750.)
- Nadvojvotkinja Maria Theresia (1684. – 1696.)
- Karlo VI., car Svetog Rimskog Carstva (1685. – 1740.)
- Nadvojvotkinja Maria Josefa (1687. – 1703.)
- Nadvojvotkinja Maria Magdalena (1689. – 1743.)
- Nadvojvotkinja Maria Margaretha (1690. – 1691.)

## Vanjske poveznice
- Leopold I. Hrvatska enciklopedija.
- Leopold I. Proleksis enciklopedija

| Prethodnik:                  | Hrvatsko-ugarski kralj (1657. – 1705.) | Nasljednik:              |
| Ferdinand III. 1625. – 1657. | Hrvatsko-ugarski kralj (1657. – 1705.) | Josip I. (1687. – 1711.) |

| Prethodnik:                  | Rimsko-njemački car (1657. – 1705.) | Nasljednik:              |
| Ferdinand III. 1625. – 1657. | Rimsko-njemački car (1657. – 1705.) | Josip I. (1687. – 1711.) |